# Cubo truncado
El cubo truncado o hexaedro truncado es un sólido de Arquímedes que se obtiene truncando un cubo. Tiene el mismo número de caras que un cuboctaedro: 14 en total, pero siendo 8 de ellas triángulos equiláteros y 6 de ellas octágonos; posee 24 vértices; y 36 aristas.
Su dual es el octaedro triakis cuyas aristas miden {\displaystyle \scriptstyle {2a}} y {\displaystyle \scriptstyle {(2+{\sqrt {2}})}a} de donde {\displaystyle \scriptstyle {a}} es la longitud del arista del cubo truncado en cuestión.
El área de un Cubo truncado es:
{\displaystyle A=2(6+6{\sqrt {2}}+{\sqrt {3}})a^{2}\approx 32.4346644a^{2}}
Y su volumen: 
{\displaystyle V={\frac {1}{3}}(21+14{\sqrt {2}})a^{3}\approx 13.5996633a^{3}.}

## Ejemplos

Desarrollo
Rotación completa de un cubo truncado